# Melanolophia fasciata
Melanolophia fasciata là một loài bướm đêm trong họ Geometridae.